# 關山鎮公有零售市場
22°45′13″N 121°08′58″E / 22.753502°N 121.149416°E
關山鎮公有零售市場為坐落在臺灣臺東縣關山鎮的傳統零售市場，由關山鎮公所負責管理營運。

## 沿革
關山鎮公有零售市場於1966年以政府公共造產形式興建成立，而在此之前關山地區並無政府單位管轄之公有市場，僅有聚落間形成之臨時攤販區，1964年以後關山臨時攤販區坐落於鎮上中華戲院東側。1976年臨時攤販市場竣工。
1984年關山鎮公有零售市場再遷移至今日關山天后宮右側，並興建新零售市場一座至今。新建的關山鎮公有零售市場依照攤販商品之類別共分有A區獸肉、B區蔬果、C區雞鴨魚、D區飲食攤、E區雜貨攤，以及F區雜貨攤等，關山鎮公所為管理市場之營運，設立專責的「公有零售市場」，配置一名管理員，作為關山鎮公所附屬單位。
2009年行政院經濟部辦理「傳統零售市場更新改善計畫」，臺東縣向承辦此專案的經濟部中部辦公室分別爭取到2009年新臺幣694萬元，以及2010年140萬元共計兩期經費，進行關山市場的天花板輕鋼架翻新與攤販區攤台結構更新。

## 交通資訊
- 鼎東客運山線：8161、8163、8165、8166、8167、8175、8178[5]，關山站。

## 資料來源
1. 1 2  . 國家教育研究院.   [2018-12-26] （中文（臺灣））.[]
2. ↑  . 關山鎮公所.   [2018-12-26]. （原始内容存档于2021-10-01） （中文（臺灣））.
3. ↑   (PDF). 關山鎮公所. 1999-12-22  [2018-12-26] （中文（臺灣））.
4. ↑  經濟部中部辦公室. . 臺北市: 經濟部中部辦公室. 2011年: 頁152. ISBN 9789860268010.
5. ↑  . 鼎東客運山線.   [2018-12-26]. （原始内容存档于2019-01-16） （中文（臺灣））.